# Kurfürst-Moritz-Schule
Die Kurfürst-Moritz-Schule ist eine musisch profilierte allgemeinbildende Oberschule im Ortsteil Boxdorf der Gemeinde Moritzburg. Seit 1838 gibt es am Standort eine Schule, seit 2004 ist sie nach dem sächsischen Kurfürsten Moritz benannt, der als Namenspatron des Schlosses Moritzburg indirekt auch Namensgeber der Gemeinde ist.

## Geschichte

### Vorgeschichte
Die Schule am Standort Boxdorf blickt auf eine lange Entwicklung zurück. Zunächst war sie als Reihenschule organisiert, bei der Lehrer von Bauernhof zu Bauernhof zogen. In den Kirchenbüchern der Kirche zu Reichenberg wird ein Kinderlehrer für Boxdorf seit 1690 genannt. Im Jahr 1838 wurde das erste feste Schulhaus eingeweiht. Dieses ursprüngliche Schulgebäude gegenüber dem heutigen Standort wurde später erweitert und beherbergt heute u. a. eine Bäckerei.

### 1883–1945
Der älteste Teil des heutigen Schulhauses mit einem Unterrichtsraum und Lehrerwohnung konnte 1882 eingeweiht werden. Eine Erweiterung des Gebäudes erfolgte bereits 1896. 1907 erhielt das Schulhaus einen Turm mit Turmuhr. Diese Gebäudeteile stehen als Kulturdenkmale unter Schutz.

### 1945–1992
Nach dem Zweiten Weltkrieg wurde die Schule als Schule der Gemeinde Boxdorf weiterbetrieben. Das Gebäude diente aber zunächst auch als Unterkunft für Kriegsflüchtlinge. Auch konnten die Boxdorfer drei Wannenbäder im Keller der Schule nutzen.

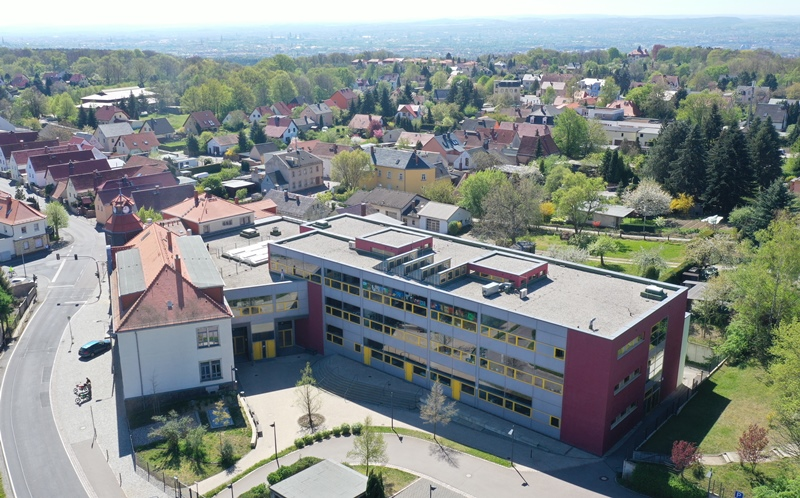
Schulhaus 2019

Nach Gründung der DDR 1949 wurde die Schule in deren Schulsystem eingegliedert. 1949 wurde eine Schulspeisung eingeführt. Dazu wurde im Keller der Schule eine kleine Küche und ein Speiseraum in Betrieb genommen. Ab 1959 wurde die Schule zur polytechnischen Oberschule weiterentwickelt, ab 1962 Kinder von Klasse 1 bis 10 gemeinsam unterrichtet.
Der Erwerb eines ca. 3000 m² großen Feldgrundstücks unmittelbar neben der Schule im Jahr 1961 bildete die Grundlage für den späteren Schulpark und für Schulerweiterungsbauten. 1966 werden zudem Turnhalle und Hort im ehemaligen Müllerhaus an der Boxdorfer Windmühle in unmittelbarer Nähe der Schule eingerichtet. 1970 erfolgte der Neubau eines Werkraumes auf dem Schulhofgelände.
1972 wurden die veralteten Toilettenanlagen abgerissen und ein Schulanbau errichtet, der Platz für ein Büro der Schulleitung, ein weiteres Klassenzimmer sowie die Toiletten bot. 1979 erfolgte der Neubau eines Küchengebäudes mit Speisesaal und einem Unterrichtsraum auf dem Schulhofgelände.
1986 erhielt die Schule den Namen „Lilo Herrmann“.

### Seit 1992
1992 wurde aus der polytechnischen Oberschule durch die Umgestaltung der Schullandschaft nach der Wende eine Mittelschule mit Haupt- und Realschulbildungsgang. Grundschüler der Klassenstufen 1 bis 4 wurden fortan in Reichenberg unterrichtet, an der Boxdorfer Schule ca. 180 Mittelschüler der Klassenstufen 5 bis 10. Gymnasiasten fuhren ab 1992 in die Gymnasien der Städte Radebeul und Dresden.
1994 wurde in der Nähe der Schule eine neue Turnhalle errichtet. In der Folge konnte die alte Turnhalle zur durch die Schule genutzten Schülerbühne entwickelt werden. Nach einigen Jahren der Konsolidierung als Mittelschule wurde seit 1995 auf Anregung des damals amtierenden Boxdorfer Bürgermeisters Storm eine musische Profilierung ausgestaltet.
Danach wurden wesentliche Schritte zur Schulentwicklung unternommen. Die Erarbeitung eines ersten Schulprogramms im Jahr 1999 sicherte die Konsolidierung der gemeinsamen Zielvorstellung. Mit den Kernaussagen „ländlich, friedlich, traditionsverbunden, kreativ und modern“ wurden Grundaussagen für eine funktionierende Schule am Boxdorfer Standort getroffen.
Nach einem zweijährigen Prozess und unterstützt durch Prozessmoderatoren der Sächsischen Akademie für Lehrerfortbildung wurde 2004 das Schulkonzept wesentlich erweitert und an die veränderte Schullandschaft angepasst. Ebenso wurden die Anforderungen eingebunden, welche aus der damals neuen Lehrplangeneration resultierten. Damit einhergehend war die Namensgebung „Kurfürst-Moritz-Schule“ am 22. Januar 2004. Die Umsetzung des erweiterten Schulkonzepts erfolgte innerhalb weniger Jahre. So wurde der Tag neu rhythmisiert, so dass seither in Blöcken von 85 Minuten anstelle von 45-minütigen Unterrichtsstunden unterrichtet wird. Die Schule entwickelte außerdem ein ausgeprägtes musisches Profil.
Seit 2005 bietet die Kurfürst-Moritz-Schule ein teilweise gebundenes Ganztagsangebot. Die Klassenstufen 5 bis 8 werden gebunden unterrichtet, ab Klassenstufe 9 gibt es die offene Form.
Ab dem Jahr 2007 nutzte die Schule die Möglichkeiten des sächsischen Schulversuchs „Schule mit besonderem pädagogischen Profil / Gemeinschaftsschule“ zur umfangreichen Weiterentwicklung des Konzeptes. Veränderungen reichten dabei von der Stundentafel bis zum leistungsdifferenzierten Unterrichten. Der Schulversuch wurde 2016 mit der Schulentlassung der letzten Versuchsklassen abgeschlossen und im folgenden Frühjahr mit der Veröffentlichung der Ergebnisse der wissenschaftlichen Begleitung offiziell beendet. Fast alle im Versuchszeitraum erprobten und bewährten konzeptionellen Weiterentwicklungen konnten danach fortgeführt werden.
Ab 2012 beteiligte sich die Schule am Schulversuch ERINA, in dem das inklusive Unterrichten von Schülern mit Behinderungen erprobt wurde. Der Schulversuch schloss 2018 ab und brachte wesentliche Erfahrungen in das sächsische Schulsystem ein. An der Schule werden derzeit auch Schüler mit geistiger, körperlich-motorischer oder sozial-emotionaler Behinderung, hörgeschädigte und lernbehinderte Schüler gemeinsam mit den nichtbehinderten Kindern der Gemeinde unterrichtet.
Die Schule erhielt folgende besondere Auszeichnungen:
- 2013 Nominierung für den Deutschen Schulpreis
- 2014 Sächsischer Schulpreis
- 2015 Europäischer Schulmusikpreis
- 2018 Sportfreundliche Schule des Kreises Meißen
- 2019 Der Deutsche Schulpreis
- 2020 Sächsischer Schulpreis

## Konzept

### Musische Profilierung
1995 wurde auf Anregung des Boxdorfer Bürgermeisters Storm eine musische Profilierung eingerichtet. Ein erster Schritt war die Umgestaltung der ehemaligen Turnhalle der Schule zur Schülerbühne. Der Profilbereich ist seither stark mit dem Musikunterricht und seit 2005, dem Jahr der Einführung von Ganztagsangeboten in Sachsen, mit dem Ganztagsangebot vernetzt. Einen besonderen Schwerpunkt bildet die Förderung der musischen Begabungen der Schüler. Hierzu gibt es eine Vielzahl von Angeboten, die bis in den Freizeitbereich reichen. Durch die gemeinsame Gestaltung von künstlerischen Projekten wird vor allem die Eigenaktivität der Schüler gefördert. Alle Schüler der 5. und 6. Klasse besuchen die Bandklassen. Sie können dabei zwischen Gesang, Keyboard, Bass, Gitarre, Schlagzeug und Saxophon wählen. Weitere Instrumente werden nach Absprache eingebunden. Die Schule fördert die Bildung von Bands und bietet ihnen verschiedene Unterstützung. Höhepunkt ist das jährliche dreitägige Bandfestival „Rock im Foyer“.
Eine zweite musisch-künstlerische Säule ist der Tanz. Als kontinuierliches Angebot ab Klasse 5 wird er mit immer größer werdendem Schauspielanteil angeboten. Die Schule nimmt jährlich am SCHULE-TANZT-Wettbewerb teil. Hier werden Schüler durch den erlebten positiven Stress in ihrer Persönlichkeit gestärkt.
Musicalproduktionen verbinden regelmäßig verschiedene musisch-künstlerische Tätigkeiten der Schüler. Neben vorgegebenen Musicals werden auch von Schülern geschriebene Produktionen umgesetzt.
Eine vierte Säule des musischen Bereiches ist die musikalische Arbeit mit der Veranstaltungs- und Bühnentechnik.

### Gemeinschaftsschule
Ab dem Jahr 2007 nutzte die Kurfürst-Moritz-Schule die Möglichkeiten des sächsischen Schulversuchs „Schule mit besonderem pädagogischen Profil / Gemeinschaftsschule“ zur umfangreichen Weiterentwicklung ihres Konzeptes. Veränderungen reichten von der Stundentafel bis zum leistungsdifferenzierten Unterrichten. Ab 2011 ging dieses Konzept kontinuierlich in den Regelschulbetrieb über. Der Schulversuch wurde 2016 mit der Schulentlassung der letzten Versuchsklassen abgeschlossen und im folgenden Frühjahr mit der Veröffentlichung der Ergebnisse der wissenschaftlichen Begleitung offiziell beendet. Fast alle im Versuchszeitraum erprobten und bewährten konzeptionellen Weiterentwicklungen konnten fortgeführt werden.

## Abschlüsse
Die Kurfürst-Moritz-Schule ist eine sächsische Oberschule, an der Haupt- und Realschulabschlüsse erworben werden können.

## Kosten
Die Kurfürst-Moritz-Schule ist eine öffentliche Schule. Sachkostenträger ist die Gemeinde Moritzburg. Ein Schulgeld wird nicht erhoben.